# Rosaly Lopesová
Rosaly Lopesová (nepřechýleně Lopes; 8. ledna 1957, Rio de Janeiro) je brazilská planetární geoložka, astronomka, vulkanoložka a autorka různých vědeckých článků a knih. Její výzkum se soustředí na procesy na povrchu Země a planet, se zaměřením na vulkanologii.

## Biografie
Rosaly Lopesová se narodila 8. ledna 1957 v Riu de Janeiru, ve čtvrti Ipanema. Inspirována prací Poppy Northcuttové v americké agentuře NASA se v roce 1975 přestěhovala do Londýna, kde s vyznamenáním vystudovala Londýnskou univerzitu. V posledním ročníku univerzity studovala planetologii s geologem Johnem Guestem a během třetího týdne tohoto kurzu vybuchla Etna v Itálii. Díky této události se Lopesová rozhodla studovat sopky – jak na Zemi, tak ve vesmíru.
Ve svém doktorátu se specializovala na geologii a plantární vulkanologii. V roce 1986 získala doktorát za srovnání vulkanických procesů na Marsu a na Zemi. Během doktorského studia hodně cestovala, navštěvovala aktivní sopky a stala se členem britského týmu na monitorování vulkánů. V roce 1989 začala pracovat jako výzkumnice v Jet Propulsion Laboratory v americkém městě Pasadena. Dva roky potom se stala členem projektu Galileo a identifikovala 71 sopek na povrchu Io, měsíce Jupiteru. V roce 2022 se stala členkou týmu Cassini radaru.
Na její počest byl pojmenován asteriod 22454 Rosalylopes.
V roce 2007 po ní byla pojmenována základna experimentálních raket v brazilském městě Bezerros.